# Longras
Longras es un caserío español situado en la parroquia de Berdillo, del municipio de Carballo, en la provincia de La Coruña, Galicia.

## Demografía
| Gráfica de evolución demográfica de Longras entre 2000 y 2023 |
|                                                               |
| Datos según el nomenclátor publicado por el INE.              |